# Kota Pinang (Schiff)
Die Kota Pinang war ein niederländisches Kombischiff, das im Zweiten Weltkrieg von der deutschen Kriegsmarine zum U-Boot-Versorger umgebaut wurde, aber schon wenige Tage nach seinem ersten Auslaufen versenkt wurde.

## KombischiffKota Pinang
Die Kota Pinang war eins von acht Schiffen der Kota Inten-Klasse der niederländischen Reederei Koninklijke Rotterdamsche Lloyd. Es waren kombinierte Fracht-und-Passagierschiffe von rund 7200 BRT, die im schnellen Frachtdienst zwischen Rotterdam und Niederländisch-Indien (Indonesien) eingesetzt waren. Sie konnten 28 Passagiere aufnehmen, dazu noch bis zu 2000 Pilger auf der Strecke nach und von Dschidda.
Die Kota Pinang (IMO-Nr. 567103) wurde 1929/30 mit der Baunummer 201 bei der Nederlandse Scheepsbouw Maatschappij in Amsterdam gebaut. Sie war 141,6 m lang und 18,5 m breit und hatte 9,1 m Tiefgang.  Sie war mit 7275 BRT vermessen.  Eine Schiffsdieselmaschine von Maatschappij Fijenoord mit 1857 PS ergab eine Höchstgeschwindigkeit von 14 Knoten.
Benannt war das Schiff nach der indonesischen Stadt Kota Pinang auf Sumatra und dem kleinen gleichnamigen Sultanat Kota Pinang, dessen Hauptstadt sie war.

## Z-SchiffKlara
Die Kota Pinang fiel bei der deutschen Besetzung der Niederlande im Mai 1940 in deutsche Hand. Ihr erster Einsatz im Dienst der Kriegsmarine war der als Spähschiff beim Unternehmen Rheinübung, dem Durchbruch des Schlachtschiffs Bismarck und des Schweren Kreuzers Prinz Eugen in der zweiten Maihälfte 1941 durch die Dänemarkstraße in den Nordatlantik. Dazu lief sie am 18. Mai in den Nordatlantik aus, um dort den Schiffsverkehr und das Wetter zu beobachten und zu melden. In der zweiten Juniwoche gelang ihr der Rückmarsch durch die britische Seeblockade nach Westfrankreich.
Praktisch sofort danach, am 12. Juni 1941, begann die Kriegsmarine mit dem Umbau des Schiffes zum (unbewaffneten) U-Boot-Versorger und Zubringer- oder Zufuhrschiff (Z-Schiff) für Dakar, wo nach Einwilligung der französischen Vichy-Regierung deutsche U-Boote versorgt werden sollten. Das Schiff erhielt den Namen Klara.
Am 29. September 1941 lief die Klara, getarnt als Sperrbrecher, von Le Verdon an der Gironde-Mündung aus. Das Schiff wurde von U 129 begleitet, das eventuell auftauchende feindliche Kriegsschiffe angreifen sollte. Die Biskaya wurde ohne Zwischenfall durchquert, aber am 3. Oktober wurde der Versorger auf der Höhe des Kap Finisterre von dem britischen Leichten Kreuzer Kenya überrascht, der plötzlich aus einer Regenfront auftauchte. Der Versuch, den Kreuzer auf das Backbord achtern laufende U-Boot zu ziehen, misslang. Die Kenya beschoss den Versorger mit Artilleriefeuer und versenkte dann das brennende Schiff, dessen Besatzung in die Boote gegangen war, mit einem Torpedo. Die 119 Mann der Besatzung wurden später von U 129 aufgenommen, am 6. Oktober an einen spanischen Marineschlepper abgegeben und nach Ferrol in Spanien gebracht.